# Gabiare
Die Gabiare ist ein 16 Kilometer langer linker Nebenfluss des Scheltenbachs in den Schweizer Kantonen Solothurn, Bern und Jura. Sie entwässert ein Gebiet von rund 34,3 Quadratkilometern.

## Geographie

### Verlauf
Die Gabiare entspringt auf etwa 1171 m ü. M. am Zentner (1238 m ü. M.) knapp auf dem Gemeindegebiet von Aedermannsdorf im Kanton Solothurn. Sie durchfliesst nun für etwa einen Kilometer in südwestlicher Richtung fliessend den nördlichen Teil der Gemeinde Herbetswil, um nur wenig später wieder kurz auf dem Gebiet der Gemeinde Aedermannsdorf zu verlaufen. Die Gabiare tritt nun auf das Gebiet des Kantons Bern über und durchfliesst die dünn besiedelte Streusiedlung Seehof. An der Grenze zwischen den Kantonen Bern und Jura, etwa ab der Einmündung des Bächlenbachs, durchbricht sie in der Klus von Envelier den Bergrücken des Mont Raimeux und fliesst nun in nordwestliche Richtung.
Sie durchfliesst den Weiler Envelier der Gemeinde Val Terbi und durchquert ein Waldstück bis zum Weiler Vermes, wo sie von rechts den Ruisseau de Vermes aufnimmt. Ab hier fliesst sie zuerst westwärts, durchquert aber zwischen dem Moton und dem Plain Fayen die Tiergartenschlucht, eine typische Juraklus, und fliesst nun wieder in nordwestliche Richtung. Sie fliesst nach 16 Kilometern bei Recolaine auf etwa 466 m ü. M. auf dem Gemeindegebiet von Val Terbi zusammen mit dem etwa gleich grossen Scheltenbach.

### Einzugsgebiet
Das Einzugsgebiet der Gabiare ist 34,26 km² gross und besteht zu 60,9 % aus Bestockter Fläche, zu 36,0 % aus Landwirtschaftsfläche und zu 2,7 % aus Siedlungsfläche.
Die mittlere Höhe des Einzugsgebietes beträgt 857 m ü. M., die minimale Höhe liegt bei  465 m ü. M. und die maximale Höhe bei 1279 m ü. M.

### Zuflüsse
- Seehofbach (rechts), 1,4 km
- Hüsligrabe (rechts), 1,7 km, 2,06 km²
- Cholbergbächli (links), 0,4 km
- Schürgrabe (rechts), 0,7 km
- Rohrgrabe (links), 1,4 km, 1,65 km²
- Hellbach (Bächlenbach) (links), 2,1 km, 3,01 km²
- Ruisseau de Rossmatte (rechts), 1,3 km
- Le Flos (rechts), 1,6 km
- Ruisseau du Pré du Creux (rechts), 1,4 km
- Ruisseau du Rambode (links), 1,6 km
- Ruisseau du Champois (links), 1,4 km
- Ruisseau de l'Andoye (links), 0,6 km
- Ruisseau du Monnat (Ruisseau de Vermes) (rechts), 4,0 km
- Les Abues (links), 1,2 km
- Le Bie des Ruis (links), 2,0 km
- Ruisseau de Tiergarten (links), 2,4 km

## Hydrologie
An der Mündung der Gabiare in den Scheltenbach beträgt ihre modellierte mittlere Abflussmenge (MQ) 1,06 m³/s. Ihr Abflussregimetyp ist pluvial jurassien und ihre Abflussvariabilität beträgt 26.
Die Abflussmenge der Gabiare schwankt im Laufe des Jahres relativ stark.
Die höchsten Wasserstände wurden für die Monate Dezember bis April ermittelt. Ihren Höchststand erreicht die Abflussmenge mit 1,66 m³/s im März. Von April an geht die Schüttung Monat für Monat merklich zurück und erreicht ihren niedrigsten Stand im August mit 0,38 m³/s, um im September wieder von Monat zu Monat stetig anzusteigen.
Der  modellierte monatliche mittlere Abfluss (MQ) der Gabiare in m³/s